# 2010 TK192
2010 TK192 est un objet de la ceinture de Kuiper, considéré comme cubewano.

## Caractéristiques
2010 TK192 mesure probablement environ 200 km de diamètre.